# Santa Elena (Ecuador)
Santa Elena è una città dell'Ecuador, capoluogo della provincia e del cantone e conta 39.681 abitanti.
È situata sul litorale occidentale della nazione e fa parte del conglomerato urbano di Santa Elena, assieme a Salinas, La Libertad e José Luis Tamayo (Muey).
La città, centro politico della provincia, ospita grandi organismi culturali, finanziari, amministrativi e commerciali.
È formata da 2 parrocchie urbane: Ballenita e Santa Elena, le quali sono suddivise in quartieri.

## Toponimia
Prima della conquista spagnola, la città si chiamava "Sumpra", che in lingua chimù significa "punta".
Il 18 agosto 1531, Francisco Pizarro sbarcò nel borgo di Ballenita e decise di chiamarlo "Santa Elena", in quanto quel giorno era l'onomastico di Santa Elena (Elena di Costantinopoli).